# Cusio
Cusio är en ort och kommun i provinsen Bergamo i regionen Lombardiet i Italien. Kommunen hade 238 invånare (2018).